# Parandra antioquensis
Parandra antioquensis là một loài bọ cánh cứng trong họ Cerambycidae.